# Godynice
Godynice est une localité polonaise de la gmina de Brąszewice, située dans le powiat de Sieradz en voïvodie de Łódź.